# یوری گونکو
یوری گونکو (اوکراینی: Юрій Дмитрович Гунько؛ زادهٔ ۲۸ فوریهٔ ۱۹۷۲) بازیکن هاکی روی یخ اهل اوکراین است.

## حرفه
وی همچنین از بازیکنان هاکی روی یخ در المپیک زمستانی ۲۰۰۲ بوده است. 